# Metapenaeopsis menoui
Metapenaeopsis menoui är en kräftdjursart som beskrevs av Crosnier 1991. Metapenaeopsis menoui ingår i släktet Metapenaeopsis och familjen Penaeidae. Inga underarter finns listade i Catalogue of Life.